# Hester Chapone
Hester Chapone, nascida Mulso (27 de outubro de 1727, Twywell, Northamptonshire – 1801), foi uma escritora de livros de conduta para as mulheres.

## Biografia
A filha de Thomas Mulso (1695-1763), um cavalheiro agricultor, e sua esposa (morreu 1747/8), filha do Coronel Thomas, Hester escreveu um romance com nove anos de idade, "Os Amores de Amoret e Melissa", que ganhou reprovação da sua mãe. Ela foi educada mais completamente do que a maioria das meninas nesse período, e aprendeu francês, italiano e o latim, e começou a escrever regularmente e corresponder-se com outros escritores, com a idade de 18 anos. Suas primeiras obras publicadas foram quatro pedaços breve escrito para o jornal de  Samuel Johnson,  Rambler em 1750. Casou-se em 1760 com o advogado John Chapone (c.1728-1761), que era filho de uma escritora moral, Sarah Chapone (1699-1764), mas logo viúvo. Hester Chapone foi associada com as damas cultas ou Blue Stockings Society que se reuniram em torno de Elizabeth Montagu, e foi autora das as Cartas sobre a Melhoria da Mente e Miscellanies. Ela morreu em Hadley, Middlesex, em 25 de dezembro de 1801.